# Museo y jardín Christian Dior
El Museo y jardín Christian Dior (en francés: Musée et jardin Christian Dior) es un museo y jardín botánico de estilo romántico encerrado en muros, de propiedad pública en Granville, Francia.
El jardín fue inscrito en el Inventario de los Monuments Historiques de Francia en 1992.

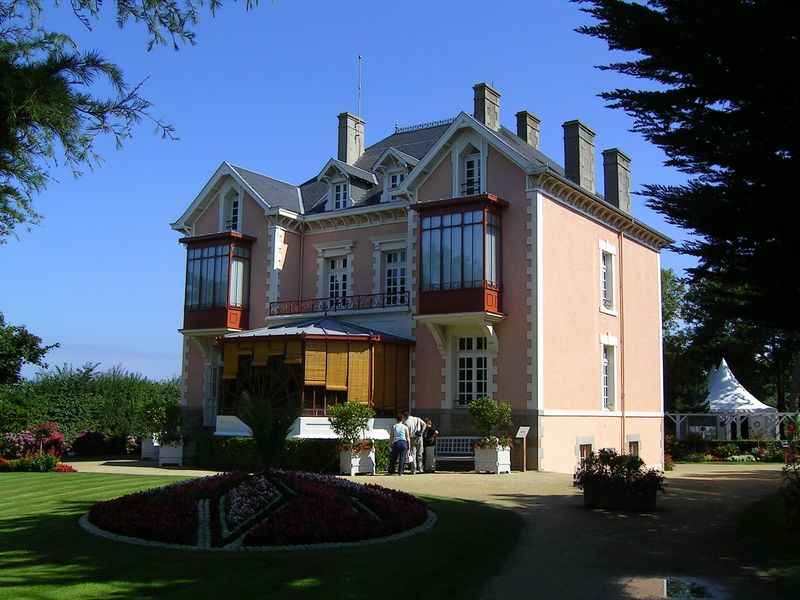
La casa museo de Christian Dior.

## Localización
Musée et jardin Christian Dior Rue d'Estouteville Code Postal 50400, Granville, Département de Manche, Región de Basse-Normandie, France-Francia.
Planos y vistas satelitales, 48°50′33.7″N 1°35′33.4″O / 48.842694, -1.592611
Está abierto al público todos los días del año gratuitamente. Visita comentada todo el año sobre RDV (renseignement à l'office de tourisme)

## Historia
Christian Dior nació en Granville en enero de 1905. La villa de estilo Belle Époque, en la cima de un acantilado, fue construida por el armador Beust a finales del siglo XIX en medio de un parque. 
Dotada con un jardín de invierno, fue nombrado "Les Rhumbs", el nombre viene de los 32 puntos de los que consta una rosa de los vientos. Esta villa es cuna de la infancia del futuro diseñador de moda: sus padres la compraron cuando tenía un año de edad.
Su madre Madeleine cultiva diversas flores, en el jardín inglés que más tarde marcaron la carrera del diseñador, pues las diseña para los vestidos, los perfumes llevan sus nombres, o unas décadas después las joyas de la diseñadora de la casa Dior Victoire de Castellane. 
Las rosas, con el muget le inspiran mucho después el perfume Diorissimo, convertidas en sus flores favoritas. Serge Heftler-Louiche, que se convertirá en director general de Parfums Christian Dior después de la guerra, vivía justo al lado de la villa.
A la edad de seis años, Christian y su familia se establecieron en París, pero conservan la villa. Regresó todos los veranos en su juventud, haciendo el mantenimiento del jardín y el perfeccionamiento de sus conocimientos botánicos, pasaba el tiempo leyendo los catálogos de un comerciante de semillas.
A los 20, diseña el espejo de agua y la pérgola, el paisajismo que más tarde será el Jardin Christian Dior '. En el tiempo de la "Gran Depresión en Francia" de 1930, muere su madre Madeleine. Su padre Maurice, jugador de casino en Granville, está aruinado como resultado de un mal negocio. La ciudad de Granville compra Les Rhumbs.

## El museo
En la década de 1930, la ciudad de Granville compró la villa y planea arrasarla para crear un depósito de agua. El proyecto fue finalmente abandonado y se abre como un jardín público en 1938. 
Por iniciativa de Jean-Luc Dufresne, el museo se va a realizar en varias etapas en los años 1990. Este será administrado por la asociación sin ánimo de lucro « Présence de Christian Dior » a partir de 1993, con el apoyo financiero de la empresa Dior, especialmente por Elizabeth Flory a cargo del patrimonio de la casa Dior, así como por otros benefactores.
El museo está catalogado como « musée de France » exclusivamente consagrado a un modisto de alta costura. Donde se pueden encontrar además de piezas emblemáticas de sus colecciones, “La estrella”, pieza de metal parte de un automóvil, encontrada por Christian Dior En el 30 de la Avenue Montaigne París, lugar que escogió para abrir su primer Maison en el año 1947 
En la década del 2000, la roseraie ha sido remozada.

## Exposiciones
- La Femme mise en scène - 1997
- La Tradition de l'élégance - 1998
- La Mode en voyage - 1999
- Dior : modes de vie - 2000
- Dior, côté jardin - 2001
- Dior, faune et flore - 2002
- Dior, architecte de la mode - 2003
- Dior, mode et uniformes - 2004
- Christian Dior... homme du siècle - 2005
- Christian Dior et le monde - 2006
- Dior, 60 années hautes en couleur - 2007
- Dandysmes de Barbey d'Aurevilly - 2008
- Dior, les années Bohan, trois décennies de style et de stars (1961 - 1989) 1º de mayo al 20 de septiembre de 2009,[11][12]
- Le Grand bal Dior - 13 mayo al 26 de septiembre de 2010
- Le Bal des Artistes - 14 mayo al 25 de septiembre de 2011[13]
- Le musée Christian Dior : une maison, des collections - hasta febrero de 2012[14]
- Stars en Dior. De l’écran à la ville - 12 mai au 23 septembre 2012[15]
- Le musée Christian Dior : une maison, des collections - 27 de octubre de 2012 a 17 de marzo de 2013 (3ª édition de l'exposition hivernale)
- Impressions Dior - 4 de mayo a 29 de septiembre de 2013[16]
- Une maison, des collections - 23 de noviembre de 2013 al 16 de marzo de 2014 (4ª édición)
- Dior, images de légendes - 3 mayo al 21 de septiembre de 2014
- Dior, la révolution du New Look - 6 junio al 1 de noviembre de 2015

## Colecciones botánicas
El jardín Christian Dior de un carácter romántico, fue creado en los años 20, bajo la dirección de un trabajo conjunto de Christian Dior y su madre y forma un mundo especial, un jardín amurallado que protegía su infancia e influyó durante toda su vida.
Su arquitectura, plantaciones en terrazas y el camino del acantilado parecen un paisaje recompuesto, como una imaginaria Riviera. 
Incomparablemente ubicado, en la parte superior de un acantilado, con una proyección de una magnífica vista más allá de las Islas del Canal. 
Los muebles de jardín de estilo art déco. 
La rosaleda con un diseño típico de los años 30, ocupa un lugar importante en el jardín. 
Desde hace 4 años la ciudad de Granville con la ayuda de Guillaume Pellerin arquitecto paisajista, ha puesto en marcha un proyecto de restauración en el estilo original del jardín de Dior. 
Muchas plantaciones tales como arbustos de bambú y rosas en las plantaciones permanentes que quedan realzadas por sus nuevas pérgolas, senderos de arena de color en este jardín romántico reencuentra el encanto del viejo mundo del jardín privado original.
Entre los árboles dignos de mención encinas, olmos, plátanos de sombra, tilos, acebos, fresnos, cerezos, 
Entre los arbustos, osmanthus, hydrageas, azaleas, camelias, bambús,
Entre las plantas vivaces, Lupinus, bergenias, brezos, hiedras, Brassicae oleracea, salvias, begonias, lirios', 
Todas estas atracciones invitan a descubrir uno de los más bellos jardines de Normandía.
Algunas vistas del jardín encerrado del "Musée Christian Dior". 

Detalles
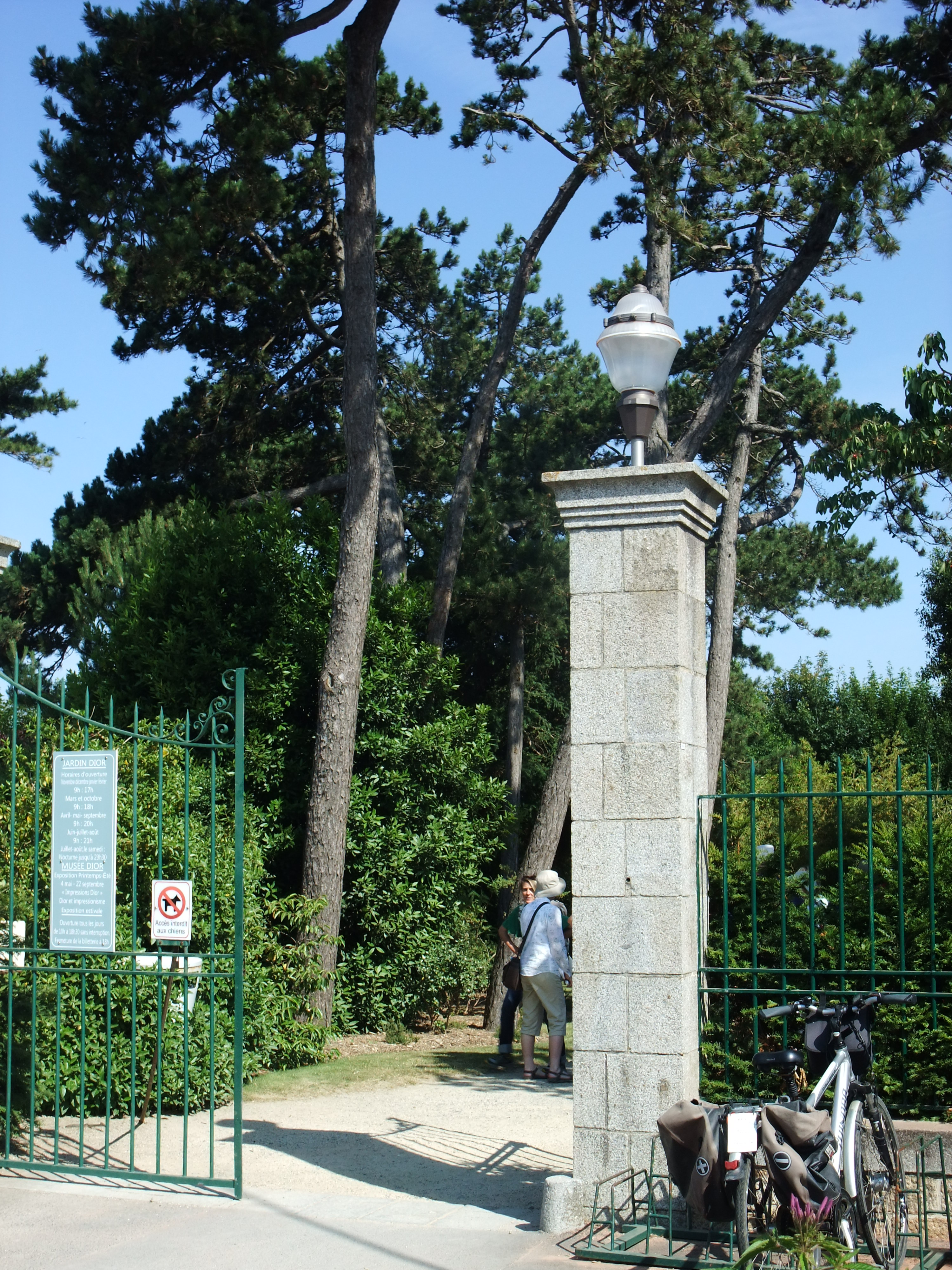
Verja de entrada al jardín y museo.
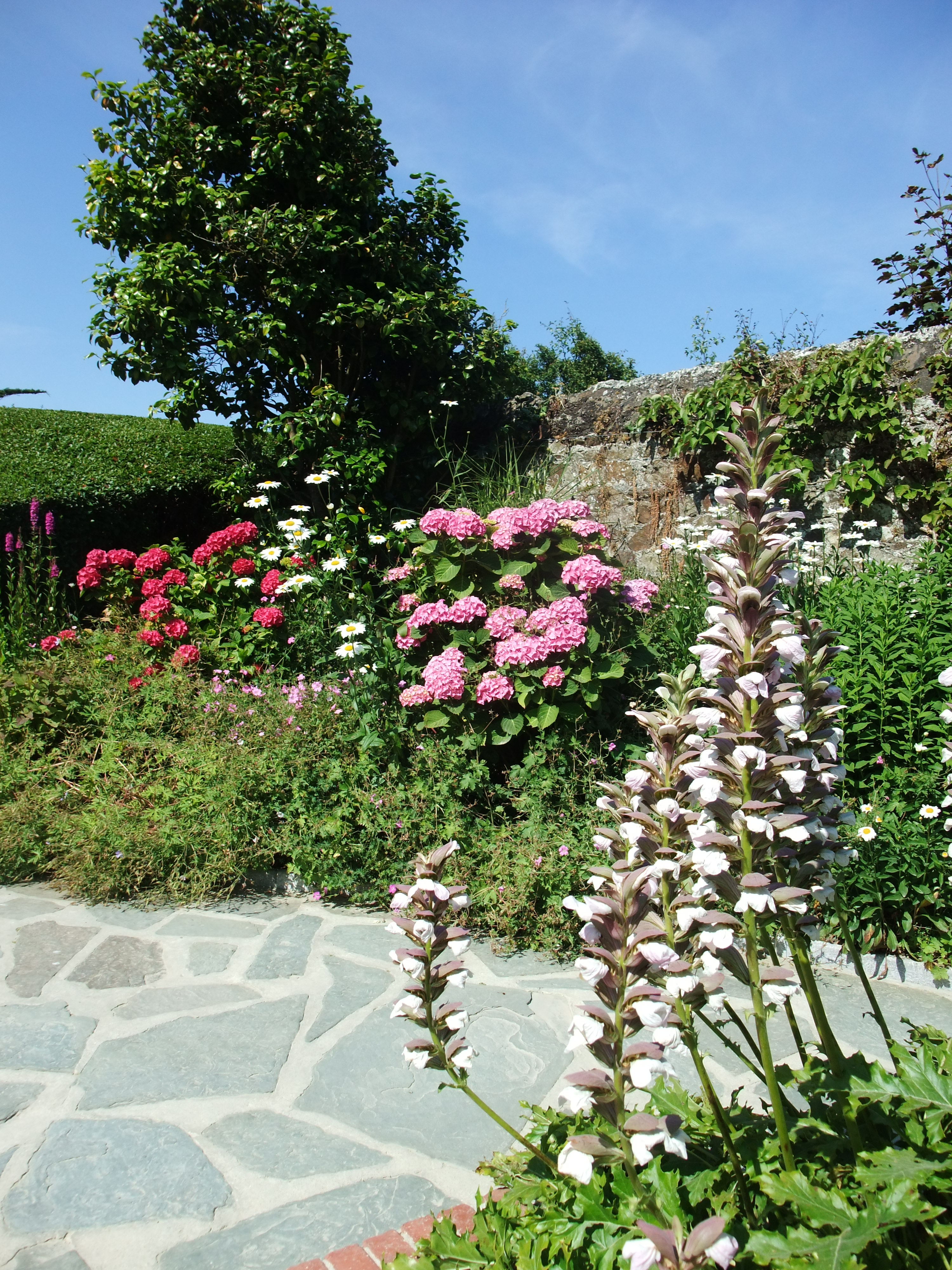
Borduras vegetales.
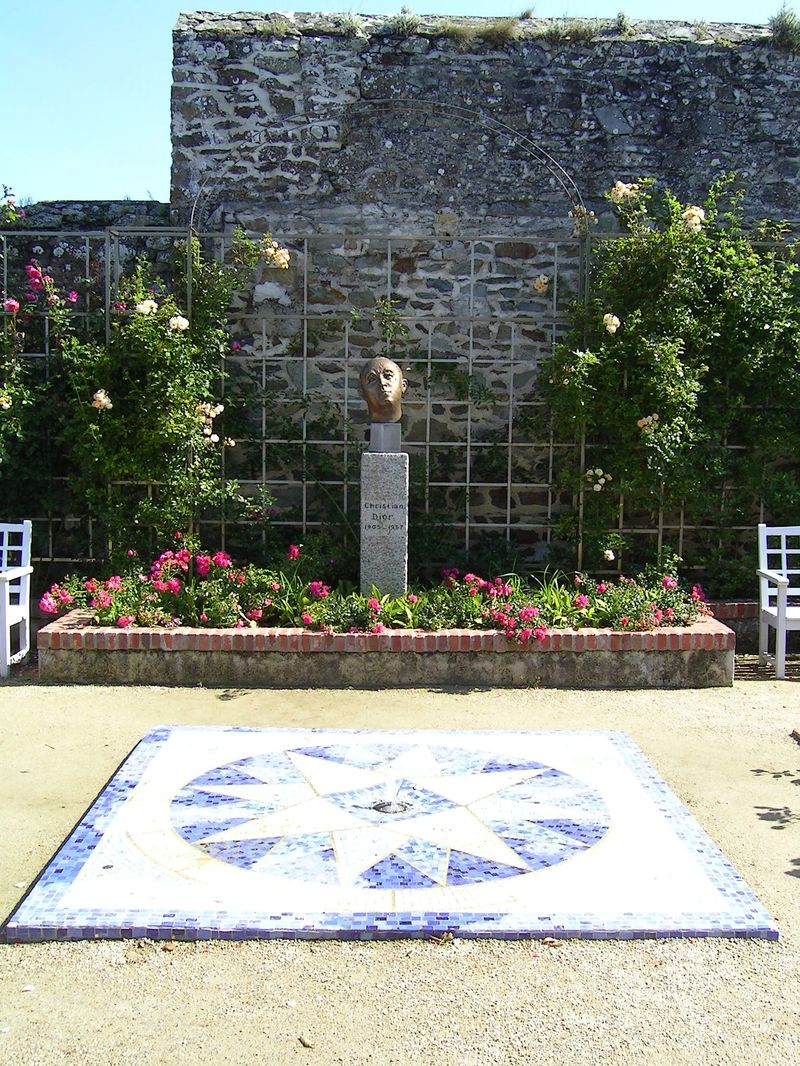
Estatua de Christian Dior.
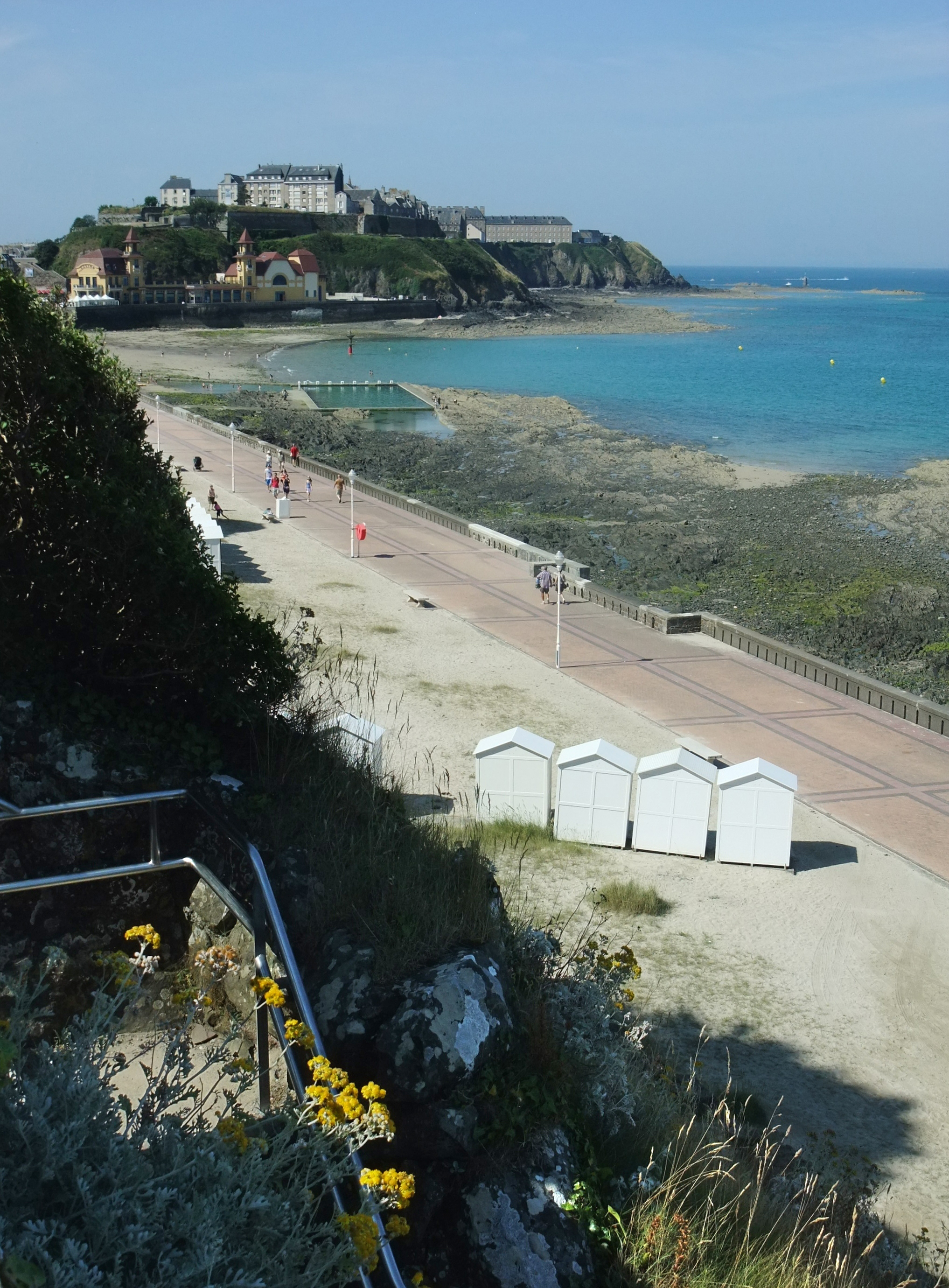
La playa desde el mirador del jardín.
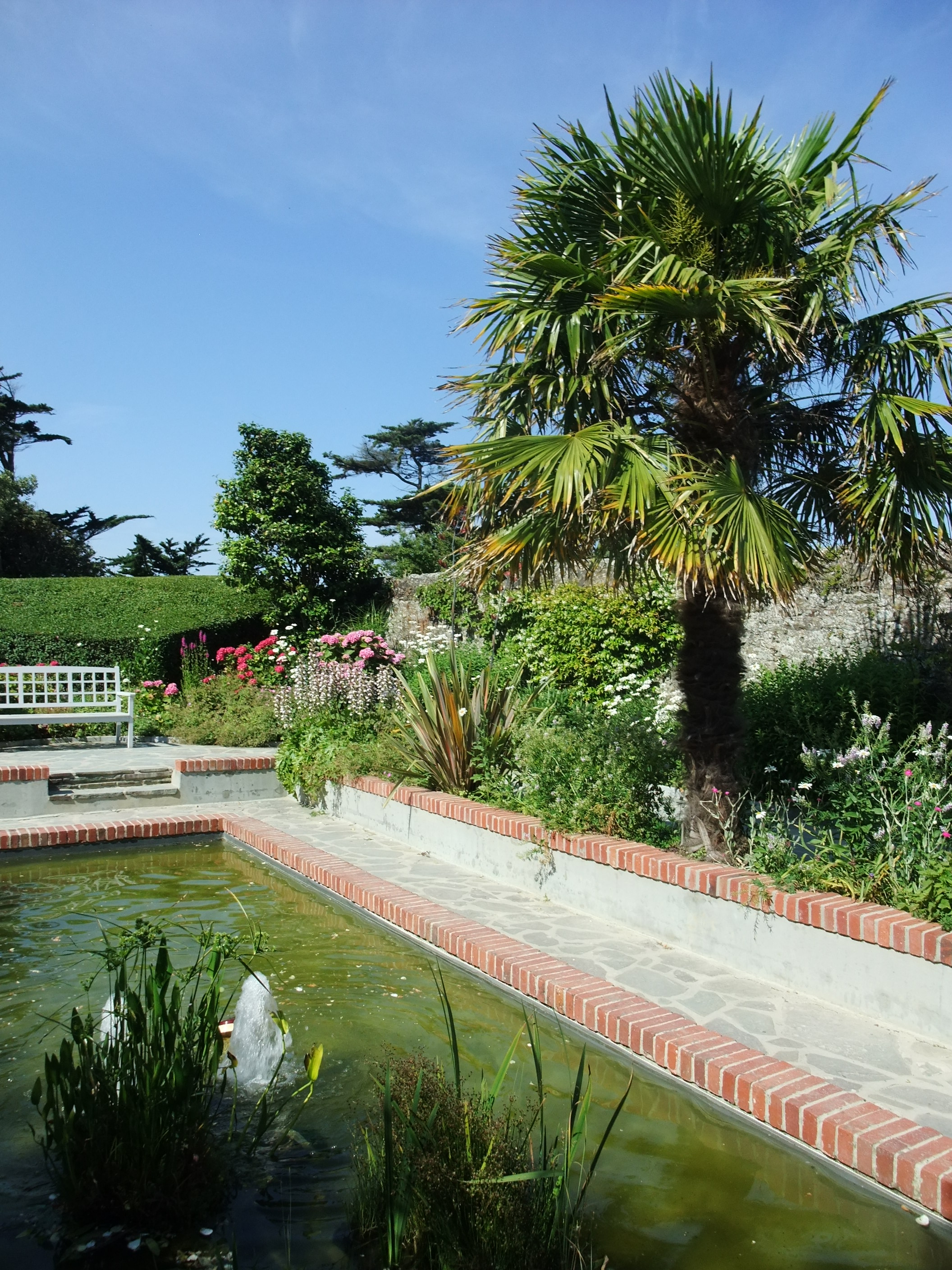
La piscina en el jardín del "Musée Christian Dior".